# Index (matematika)
Index v matematice znamená pomocný symbol, jímž se rozlišují prvky nějaké množiny. Zapisuje se vpravo dole vedle obecného symbolu prvku (angl. subscript). 
Příklady: X2; Yn-1;
V některých oblastech matematiky se užívá také horní index, který někdy znamená mocninu (angl. superscript): Ta
Nejběžnější použití indexu je pro rozlišování prvků uspořádaných množin (řad, vektorů, matic atd.) jejich pořadovými čísly, přičemž index n-rozměrného pole má n členů. Index vektoru či řady je celé nezáporné číslo, index matice je dvojice čísel (číslo řádku, číslo sloupce) atd.

## V informatice
Index v programovacích jazycích je celé číslo nebo celočíselný výraz, případně seznam čísel a výrazů, které určují prvek pole. Index se obvykle píše v závorkách bezprostředně za názvem (identifikátorem) pole.